# Talat Bulut
Talat Bulut (Kars, 23 marzo 1956) è un attore e doppiatore turco.

## Biografia
Nato nel 1956 a Kars (Turchia), Talat Bulut ha studiato ingegneria elettronica presso l'Università di Hacettepe. Nel 1975 ha iniziato la sua carriera artistica con una parte nello spettacolo teatrale Dimitrov presso il teatro d'arte di Ankara. Dopo aver lavorato a lungo in quest'ultimo luogo, nel 1979 ha compiuto il suo esordio al cinema nel film Hazal diretto da Ali Özgentürk. Tra il 1983 e il 1984 sono seguiti ruoli di rilievo nei film Derman diretto da Serif Gören e Firar diretto da Serif Gören, oltre a svolgere l'attività di doppiatore in diverse produzioni. Dal 2018 al 2020 ha interpretato il ruolo di Halit Argun nella serie Forbidden Fruit (Yasak Elma).

## Vita privata
Dal 1987 al 2009 è stato sposato con Pınar Afşar, dalla quale nel 1996 ha avuto la figlia Hazal.

## Filmografia

### Attore

#### Cinema
- Hazal, regia di Ali Özgentürk (1979)
- Beni Böyle Sev, regia di Oksal Pekmezoğlu (1980)
- Takas, regia di Ünal Küpeli (1980)
- Yılanı Öldürseler, regia di Türkan Soray (1981)
- Çayda Çıra, regia di Yücel Uçanoglu (1980)
- Göl, regia di Ömer Kavur (1982)
- Hakkari'de Bir Mevsim, regia di Osman F. Seden (1982)
- Yaşamak Seninle Güzel, regia di Şahin Gök (1982)
- Derman, regia di Serif Gören (1983)
- Günah, regia di İbrahim Tatlıses (1983)
- Şalvar Davası, regia di Kartal Tibet (1983)
- Fidan, regia di Erdoğan Tokatlı (1984)
- Firar, regia di Serif Gören (1984)
- Karanfilli Naciye, regia di Osman F. Seden (1984)
- Kurbağalar, regia di Serif Gören (1985)
- Kuyucaklı Yusuf, regia di Feyzi Tuna (1985)
- Yunus Emre, regia di Engin Temizer (1985)
- Prenses, regia di Sinan Çetin (1986)
- Son Urfalı, regia di Ömer Uğur (1986)
- Su, regia di Erdoğan Kar (1986)
- Yapayalnız, regia di Mesut Uçakan (1986)
- Zorlu Yokuş, regia di Clint Eastwood (1986)
- Kurtar Beni, regia di Halit Refig (1987)
- Buralı Olmayan Biri, regia di Melih Gülgen (1988)
- Her Şeye Rağmen, regia di Orhan Oğuz (1988)
- O, regia di Tommy Lee Wallace (1990)
- Manisa Tarzanı, regia di Orhan Oğuz (1994)
- Cemile ve Umudun Masalı, regia di İsmet Elçi (1996)
- Cemile, regia di İsmet Elçi (1996)
- Eşkıya, regia di Yavuz Turgul (1996)
- Abuzer Kadayıf, regia di Tunç Basaran (2000)
- Melekler Evi, regia di Ömer Kavur (2000)
- Mutluluk, regia di Abdullah Oğuz (2007)
- Göç, regia di Süleyman Karadağ (2012)
- Vezir Parmağı, regia di Mahsun Kırmızıgül (2017)

#### Televisione
- Köçek, regia di Cemal Şan – film TV (2000)
- Aşk Olsun – serie TV (2003-2004)
- Saklambaç – serie TV (2005)
- Annem – serie TV, 64 episodi (2007-2009)
- Arka Sokaklar – serie TV (2008)
- Kasaba – serie TV (2009-2010)
- Mucize – serie TV (2014)
- Göç Zamanı – serie TV, 15 episodi (2016)
- Altın Tepsi – serie TV (2018)
- Forbidden Fruit (Yasak Elma) – serie TV, 85 episodi (2018-2020)
- Mahkum – serie TV, 6 episodi (2022)
- Tuzak – serie TV, 26 episodi (2022-2023)
- Arjen – serie TV, 6 episodi (2024)

### Doppiatore

#### Cinema
- C'era una volta in America (Once Upon a Time in America), regia di Sergio Leone (1984)
- Good Morning, Vietnam, regia di Barry Levinson (1987)
- Space Jam, regia di Joe Pytka (1996)
- La maschera di ferro (The Man in the Iron Mask), regia di Randall Wallace (1998)
- La sottile linea rossa (The Thin Red Line), regia di Terrence Malick (1998)
- Ronin, regia di John Frankenheimer (1998)
- Codice Mercury (Mercury Rising), regia di Harold Becker (1998)
- Se scappi, ti sposo (Runaway Bride), regia di Garry Marshall (1999)
- Flawless - Senza difetti (Flawless), regia di Joel Schumacher (1999)
- La carica dei 102 - Un nuovo colpo di coda (102 Dalmatians), regia di Kevin Lima (2000)
- The Majestic, regia di Frank Darabont (2001)
- Monsters & Co. (Monsters, Inc.), regia di Pete Docter, Lee Unkrich e David Silverman (2001)
- Tutto può succedere - Something's Gotta Give (Something's Gotta Give), regia di Nancy Meyers (2003)
- Looney Tunes: Back in Action, regia di Joe Dante (2003)
- Alla ricerca di Nemo (Finding Nemo), regia di Andrew Stanton e Lee Unkrich (2003)
- Pirati dei Caraibi - Ai confini del mondo (Pirates of the Caribbean: At World's End), regia di Gore Verbinski (2007)
- Ratatouille, regia di Brad Bird e Jan Pinkava (2007)
- I Robinson - Una famiglia spaziale (Meet the Robinsons), regia di Stephen J. Anderson (2007)
- Viaggio nell'isola misteriosa (Journey 2: The Mysterious Island), regia di Brad Peyton (2012)
- 12 anni schiavo (12 Years a Slave), regia di Steve McQueen (2013)
- Divergent, regia di Neil Burger (2014)
- John Wick - Capitolo 2 (John Wick: Chapter 2), regia di Chad Stahelski (2017)
- Rampage - Furia animale (Rampage), regia di Brad Peyton (2018)

#### Televisione
- A scuola con l'imperatore (The Emperor's New School) – serie animata (2000)
- Hatfields & McCoys – miniserie TV (2012)

## Teatro
- Ana di Maksim Gorki, presso il teatro d'arte di Ankara (1974)
- Dimitrof di Hedda Zinner, presso il teatro d'arte di Ankara (1974)
- Aladaglı Mino di Ömer Polat, presso il teatro d'arte di Ankara (1975)
- Nereye Payidar di Bilgesu Erenus, presso il teatro d'arte di Ankara (1975)
- İşçi di Ömer Polat, presso il teatro d'arte di Ankara (1976)
- Komün Günleri di Bertolt Brecht, presso il teatro d'arte di Ankara (1976)
- Akıllı Hayvanlar di Ahmet Tünel, presso il teatro d'arte di Ankara (1977)
- Sakıncalı Piyade di Uğur Mumcu, presso il teatro d'arte di Ankara (1977)
- Tak-Tik di Bertolt Brecht, presso il teatro d'arte di Ankara (1978)

## Doppiatori italiani
Nelle versioni in italiano dei suoi film e delle sue serie TV, Talat Bulut è stato doppiato da:
- Fabrizio Russotto[11] in Forbidden Fruit[12]

## Riconoscimenti
- Ankara International Film Festival
  - 1995: Vincitore come Miglior attore per il film Manisa Tarzanı
  - 1998: Vincitore come Miglior attore per il film Her Şeye Rağmen
- Antalya Golden Orange Film Festival
  - 1983: Vincitore come Miglior attore non protagonista per il film Derman
  - 2000: Vincitore come Miglior attore per il film Melekler Evi
- International Izmir Film Festival
  - 2020: Candidato come Miglior attore in una serie televisiva per Forbidden Fruit (Yasak Elma)
- Yesilcam Awards
  - 2007: Candidato come Miglior attore non protagonista per il film Mutluluk
- Turkey Youth Awards
  - 2020: Candidato come Miglior attore televisivo per la serie Forbidden Fruit (Yasak Elma)
- Turkish Film Critics Association (SIYAD) Awards
  - 2000: Vincitore come Miglior attore non protagonista per il film Abuzer Kadayıf